# Brudzień
Brudzień – jezioro położone na południowy zachód od wsi Wysoka Gryfińska, w zachodniej części Pobrzeża Szczecińskiego na Równinie Wełtyńskiej. Leży w Polsce, w gminie Gryfino, w powiecie gryfińskim, w województwie zachodniopomorskim.
Jezioro Prusino Duże jest jeziorem o nieregularnej linii brzegowej, od północnego wschodu poprzez strugę łączy się z Jeziorem Prusino Małe. Posiada połączenie z innymi zbiornikami poprzez rzekę Omulną (Wełtyńska Struga), są to Jezioro Wełtyńskie, Gardzienko oraz Krzywienko.